# Port lotniczy Tokachi-Obihiro
Port lotniczy Tokachi-Obihiro (IATA: OBO, ICAO: RJCB) – port lotniczy położony w Obihiro, w podprefekturze Tokachi, na Hokkaido, w Japonii.